# Язи (Західнопоморське воєводство)
Язи (пол. Jazy, нім. Jaasde) — село в Польщі, у гміні Диґово Колобжезького повіту Західнопоморського воєводства.
Населення — 207 осіб (2011).

## Демографія
Демографічна структура станом на 31 березня 2011 року:
|          | Загалом | Допрацездатний вік | Працездатний вік | Постпрацездатний вік |
| -------- | ------- | ------------------ | ---------------- | -------------------- |
| Чоловіки | 99      | 23                 | 68               | 8                    |
| Жінки    | 108     | 19                 | 66               | 23                   |
| Разом    | 207     | 42                 | 134              | 31                   |